# Ondřej Valenta
Ondřej Valenta (* 27. Januar 1973 in Ústí nad Orlicí) ist ein ehemaliger tschechischer Skilangläufer.
Valenta, der für den TJ Krkonoše Vrchlabí startete, nahm an den Olympischen Winterspielen 1994 in Lillehammer teil. Dort kam er auf den 58. Platz über 50 km klassisch und auf den 34. Rang über 30 km Freistil.